# Likina Amebaw
Likina Amebaw (* 30. November 1997) ist eine äthiopische Leichtathletin, die sich auf den Langstreckenlauf spezialisiert hat und insbesondere im Crosslauf erfolgreich ist.

## Sportliche Laufbahn
Erste internationale Erfahrungen sammelte Likina Amebaw im Jahr 2019, als sie bei mehreren Halbmarathonläufen in Europa siegen konnte, darunter in Gijón und Bilbao. 2021 siegte sie bei mehreren Straßenläufen über 10 km und 2023 siegte sie bei mehreren Veranstaltungen der World Athletics Cross Country Tour auf Goldniveau, darunter im Februar in Albufeira und im Oktober in Amorebieta-Etxano und im November in Soria und in Alcobendas. Im Januar 2024 siegte sie beim Gran Premio Cáceres Diputación de Cáceres und im Februar siegte sie in Monaco in 14:35 min über 5 km auf der Straße. Kurz darauf siegte sie in 30:45 min beim Cross Internacional das Amendoeiras em Flor.

## Persönliche Bestzeiten
- 5-km-Straßenlauf: 14:35 min, 11. Februar 2024 in Monaco
- 10-km-Straßenlauf: 30:57 min, 28. Januar 2024 in Ibiza
- Halbmarathon: 1:09:01 h, 27. März 2022 in Warschau